# Зарицкий, Пётр Васильевич
Пётр Васи́льевич Зари́цкий (укр. Петро Васильович Заріцький; 27 января 1928, Губаревка, Харьковский округ — 1 февраля 2017, Харьков) — советский и украинский ученый-геолог и литолог, доктор геолого-минералогических наук, педагог.
Заслуженный деятель науки и техники Украины, заслуженный профессор Харьковского национального университета им. В. Н. Каразина, Академик АН Высшей школы Украины, почётный профессор Пекинского университета (1988─1989), почётный профессор Сианьского горного института ( Китай ), почётный профессор Международной научной студенческой школы (Россия), иностранный член Минералогического общества АН Польши, лауреат награды Ярослава Мудрого в области науки и техники, отличник образования Украины.
Является автором более 750 научных публикаций, более 250 из них  были опубликованы за границей; в их числе 12 монографий и 15 учебных пособий.

## Биография
Родился 27 января 1928 года в с. Губаревка Харьковской области. В 1947 году окончил Богодуховскую среднюю школу с золотой медалью. В том же году поступил на геологический факультет Харьковского государственного университета.
В 1952 году с отличием окончил геологический факультет Харьковского государственного университета и был приглашён в аспирантуру ХГУ.
В 1956 году защитил кандидатскую диссертацию.
В 1964 году возглавил кафедру минералогии и петрографии ХГУ.
В 1966 году защитил докторскую диссертацию по теме: «Минералогия и геохимия диагенеза угленосных отложений Донецкого бассейна». Профессор (1968).
В 1968 году по конкурсу занял должность заведующего объединённой кафедры минералогии, петрографии и полезных ископаемых, которой руководил почти 40 лет. С 2003 года был профессором этой кафедры.
С 1968 по 1980 год Зарицкий П. В. был ведущим популярной передачи «Природа и люди» на харьковском телевидении, которая выходила в прямом эфире. Передача была посвящена экологической ситуации и охране окружающей среды на Харьковщине.

## Научная деятельность
Научными интересами П. В. Зарицкого являлись минералогия, геохимия и литология осадочных пород, геохимия литогенеза, геохимия техногенеза, геохимия окружающей среды.
Зарицкий П. В. является автором более 750 публикаций, из них более 250 были изданы за границей; в их числе 12 монографий и 15 учебных пособий.
Принимал участие и выступал с многочисленными докладами на международных геологических конгрессах и симпозиумах по геологии и стратиграфии карбона: VI (Великобритания, 1967), VII (ФРГ, 1971), VIII (Москва, 1975), IX (США, 1979), Х (Испания, 1983, три доклада) и многих других научных форумах Польши, Югославии, Италии, Франции, Китая, Канады.
Первым в СССР приступил к изучению уникальных межугольных минеральных слоев — тонштейнов Донбасса и Силезского бассейна в Польше для решения научных и практических проблем угольной геологии и литологии. Стал инициатором и сопредседателем от СССР оргкомитета I Международного коллоквиума по проблеме тоншейнов (Чехословакия, 1977).
В 1950-х годах Зарицким совместно с А. В. Македоновым обосновывается и развивается конкрециология ─ наука о формировании конкреций, методической основой которой является конкреционный анализ. В результате этих исследований, коллективами литологов было показано, что конкреции не только слагают целые месторождения полезных ископаемых (руды железа и марганца, фосфориты, бокситы), они имеют большое значение как показатели стадийности литогенеза, генетические и поисковые признаки полезных ископаемых.
В 1979 году П. В. Зарицкий обосновал создание новой междисциплинарной области естествознания ─ конкрециологии.
По его инициативе в 1987 году, впервые в Украине, в ХНУ им. В.Н. Каразина была открыта подготовка магистров по специализации «Литология».
В 1968–1980 годах был членом Высшей аттестационной комиссии СССР, а с 1993 по 1999 год ─ Высшей аттестационной комиссии Украины.

## Научные труды
- Зарицкий П.В. Минералогия и геохимия диагенеза угленосных отложений Часть 1. — Харьков: Харьковский ордена Красного знамени государственного университета им. А. М.Горького, 1970. — С. 224.
- Зарицкий П.В. Минералогия и геохимия диагенеза угленосных отложений Часть 2. — Харьков: Харьковский ордена Красного знамени государственного университета им. А. М.Горького, 1971. — С. 176.
- Зарицкий П.В. Геохимия литогенеза и основы конкреционного анализа: Учеб. пособие. — Харьков: Харьковский ордена Красного знамени государственного университета им. А. М.Горького, 1991. — С. 112.

## Научные и почётные звания и награды

### Государственные награды
- Почетный знак «Отличник образования СССР» (1978)
- Заслуженный деятель науки и техники Украины (1992)[1]
- Нагрудный знак МОН Украины «Отличник образования» (1998)
- Лауреат Награды Ярослава Мудрого АН ВШ Украины (1996)
- медали и почетные грамоты

### Почётные звания
- Почётный профессор Сианьского горного института (Китай, 1988)
- Почётный профессор Пекинского университета (1988─1989)
- Заслуженный профессор ХНУ им. В. Каразина (1999)

### Членство в организациях
- член совета «Нефть и газ Украины» МОНУ
- член совета Украинского минералогического общества и председатель его Харьковского отделения
- член бюро и глава секции «Минеральные ресурсы региона» Северо-Восточного научного центра НАН и МОН Украины
- член Литологического комитета НАНУ и председатель его Харьковского отделения
- иностранный член Минералогического общества АН Польши (1964)
- член экспертного совета наук о Земле ВАК СССР (1968—1980)
- член экспертного совета наук о Земле ВАК Украины (1993—1999)

### Член редколлегий изданий
- «Записки Украинского минералогического общества»[4]
- «Украинская минералогическая энциклопедия»[4]
- председатель редакционного совета сборника «Земля-Космос»[4]